# Kanton Limoges-Émailleurs
Der Kanton Limoges-Émailleurs war von 1973 bis 2015 ein französischer Wahlkreis im Arrondissement Limoges, im Département Haute-Vienne und in der Region Limousin. 
Der Kanton umfasste einen Teil der Stadt Limoges. Die Bevölkerungszahl betrug zum 1. Januar 2012 insgesamt 14.779 Einwohner. 